# Драгољуб Јеремић
Драгољуб Јеремић (Београд, 9. август 1978 — Београд, 12. март 2022) био је југословенски и српски фудбалер.

## Каријера
Рођен је 9. августа 1978. године у Београду. Фудбалску каријеру је започео у београдском Партизану. Играо је на позицији одбрамбеног играча. Са црно белима је освојио три титуле у првенству и два трофеја у купу. У неколико клубова је играо као играч на позајмици, прво за Раднички Крагујевац, потом за Пансераикос и Работнички. Играчку каријеру је завршио у редовима Бежаније.
Играо је за комбиновану репрезентацију СР Југославије 2001. године на турниру „Миленијум Куп” у Индији.

## Успеси
- Партизан
  - Првенство СР Југославије: 1998/99, 2001/02, 2002/03.
  - Куп СР Југославије: 1997/98, 2000/01.

## Статистика
| Клуб                | Сезона  | Лига    | Лига   |
| Клуб                | Сезона  | Наступи | Голови |
| ------------------- | ------- | ------- | ------ |
| Раднички Крагујевац | 1999–00 | 32      | 1      |
| Раднички Крагујевац | Укупно  | 32      | 1      |
| Партизан            | 2000–01 | 24      | 1      |
| Партизан            | 2001–02 | 17      | 0      |
| Партизан            | 2002–03 | 6       | 0      |
| Партизан            | 2003–04 | 6       | 0      |
| Партизан            | 2004–05 | 2       | 0      |
| Партизан            | Укупно  | 55      | 1      |